# Gary Medel
Gary Alexis Medel Soto (Santiago, 3 de agosto de 1987) é um futebolista chileno que atua como zagueiro e volante. Atualmente defende o Universidad Católica e a Seleção Chilena.

## Carreira

### Universidad Católica
O jogador foi promovido das categorias de base do Universidad Católica e estreou entre os profissionais em 2006. Medel foi um dos jogadores fundamentais para a conquista do terceiro lugar do Chile na Copa do Mundo Sub-20 de 2007, onde começou a chamar atenção de olheiros juntamente com seus outros notáveis companheiros de time como Arturo Vidal, Alexis Sánchez, entre outros.
Marcou seu primeiro gol no dia 28 de julho de 2007 e conquistou os torcedores do Universidad Católica após uma partida contra os eternos rivais do Universidad Chile, no qual Medel marcou ambos os gols e selou a vitória. Apesar da notável qualidade, o jogador vinha sofrendo com uma série de problemas (incluindo uma suspensão por cuspir no rosto de um jogador adversário, um sério acidente de carro, a infeliz morte de uma jovem menina que caiu de sua varanda durante uma festa) que vinham interferindo em sua carreira.
Em 2008, Medel foi eleito o jogador do ano pela imprensa chilena (ficando na frente do atacante argentino Lucas Barrios, que foi artilheiro do campeonato com 37 gols) e conseguiu conquistar uma vaga regular entre os titulares da Seleção Chilena de Marcelo Bielsa.

### Boca Juniors
No dia 20 de junho de 2009, foi confirmada a venda do jogador ao Boca Juniors, e três dias após, Medel se apresentou ao clube xeneize.
Na Argentina, o jogador se firmou como titular da equipe do técnico Alfio Basile. Em uma temporada e meia, disputou 48 jogos e marcou nove gols.

### Sevilla

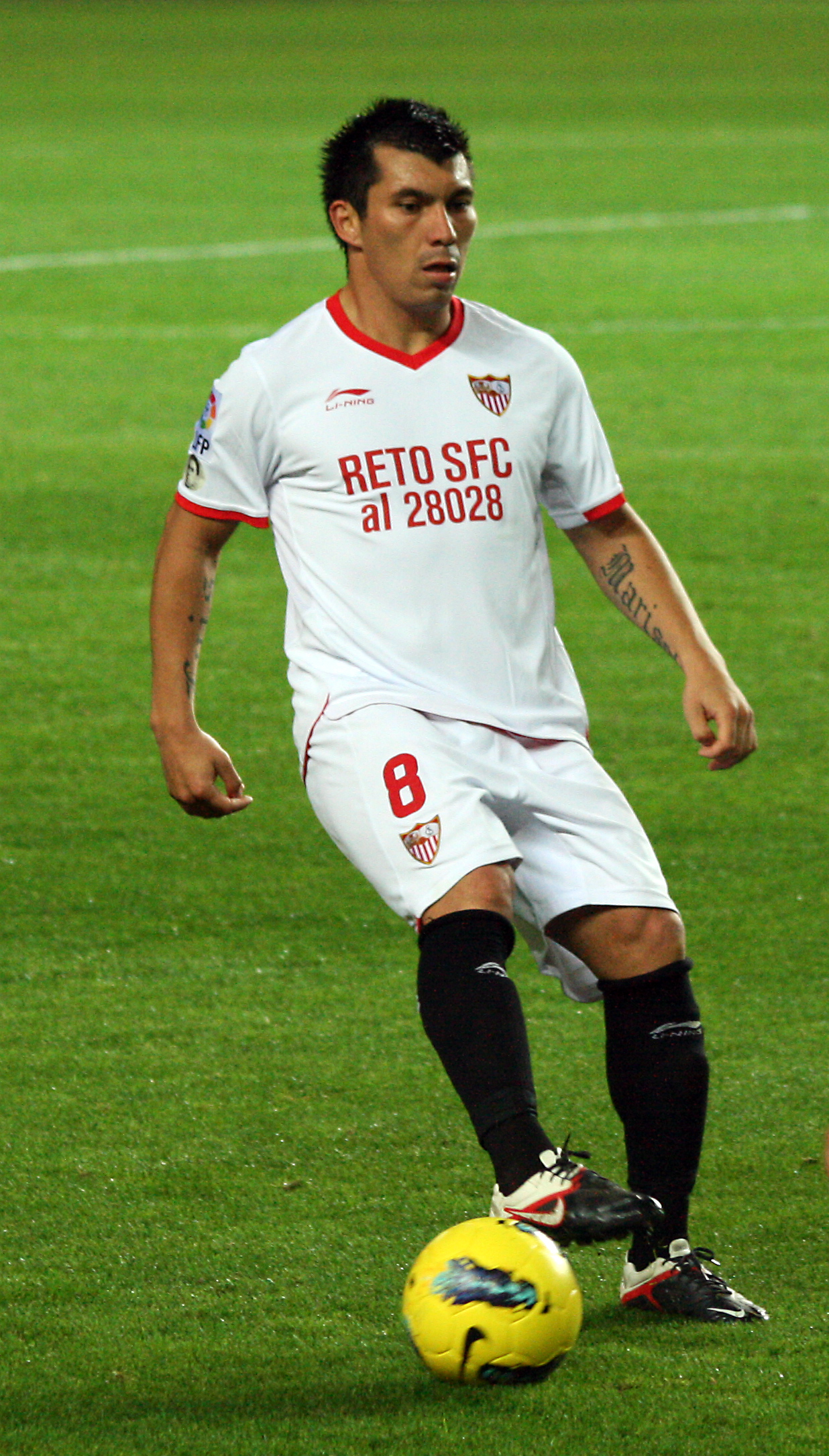
Medel pelo Sevilla.

Em janeiro de 2011 chegou ao Sevilla. Sua apresentação aconteceu juntamente com o meio-campista croata Ivan Rakitić.
Na equipe espanhola, o jogador conquistou a titularidade rapidamente jogando como volante.
Gary deixou a equipe em sua temporada artilheira: 37 jogos, 7 gols e 3 assistências. 
Medel deixou o Sevilla para assinar com um clube do País de Gales em agosto de 2013.

### Cardiff City

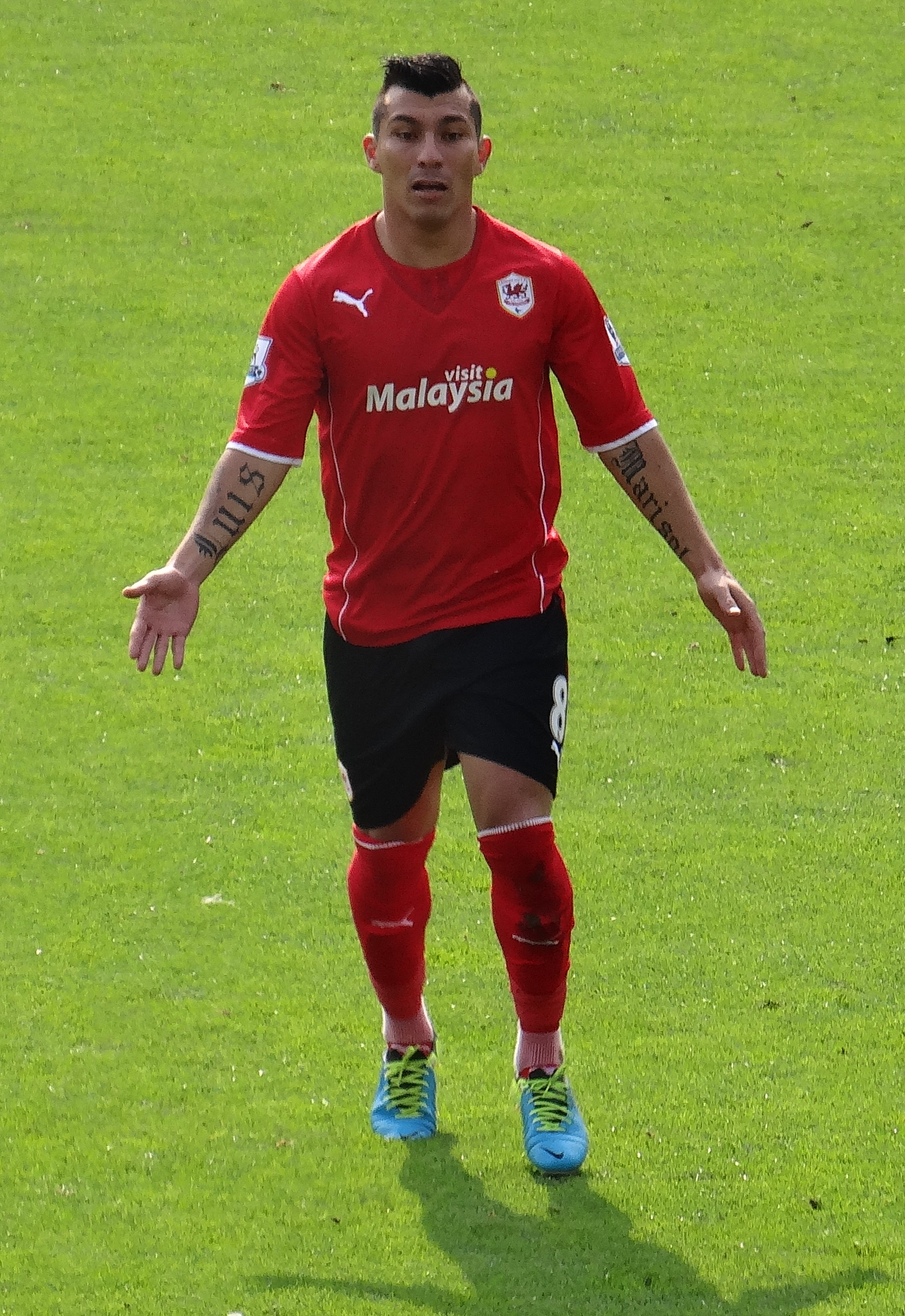
Medel pelo Cardiff em 2013.

Em agosto de 2013, quando foi contratado pelo Cardiff City pelo valor de 13 milhões de euros.
Na equipe, o jogador fez apenas uma temporada de Premier League. Na ocasião, o Cardiff terminou a competição na lanterna.
Nas copas, a equipe não foi bem idem, tendo sua melhor campanha durante a FA Cup de 2013-14, quando fez 3 partidas, na qual Medel jogou apenas um jogo.

### Internazionale
Em agosto de 2014, após um ano de Cardiff, foi anunciado como novo reforço da Internazionale por 7,5 milhões de euros.
Gary não tardou a conseguir espaço na equipe italiana. No decorrer de suas temporadas, o jogador mudou sua posição na reta final de sua passagem, atuando principalmente de zagueiro, mas não conseguiu alcançar nenhum título com a equipe de Milão.
Após 109 partidas, e apenas 1 gol, o jogador deixou a Inter de Milão.

### Beşiktaş
Assinou com o Beşiktaş em agosto de 2017. No time turco, Medel atuou em 77 partidas, mas falhou em obter títulos com a equipe. Ele deixou a Turquia no começo da temporada 2019-20, para retornar à Serie A.

### Bologna
Retornando para o Campeonato Italiano, Gary assinou com o Bologna em agosto de 2019.
Na equipe, Medel novamente conquistou seu espaço dentro de um clube novo, garantindo temporadas de consistência na Serie A. Todavia, ainda que obtivesse temporadas interessantes pelo time da Itália, Gary também deixou a equipe sem conquistar títulos. Todavia, adquiriu um status de ídolo, sendo, inclusive, homenageado pelo clube em sua saída após 101 jogos.

### Vasco da Gama

#### 2023
Em 11 de julho de 2023, foi anunciado como novo reforço do Vasco da Gama. Ele chegou na equipe vascaína em um momento delicado, pois o clube estava na zona de rebaixamento, ocupando a penúltima colocação.
Apesar disso, Medel iniciou sua passagem pela equipe sendo capitão do time, jogando essencialmente de zagueiro, e ajudando-os a sair da área de descenso após 8 partidas desde sua estreia.
A situação da equipe vascaína oscilou por alguns momentos, todavia, na última partida, ainda que com Medel não podendo jogar em plenas condições físicas, o Vasco venceu o Red Bull Bragantino com Gary jogando de titular, e conseguiu permanecer na Primeira Divisão alcançando a 15ª colocação na tabela.

#### 2024
O capitão participou de uma pré-temporada vitoriosa no começo de 2024 e só estreou no Campeonato Carioca no dia 28 de janeiro, quando sua equipe empatou com o Bangu por 2 a 2. Nessa partida, Medel envolveu-se em um lance polêmico, pois fizera um pênalti no fim da partida e isso garantiu um placar igual aos clubes. No fim da competição, o chileno foi eliminado diante o Nova Iguaçu na semifinal.
O começo do Campeonato Brasileiro coincidiu com um momento muito delicado para o jogador. Enquanto estava com a equipe, Medel teve de rumar ao Chile, pois seu filho havia sido detido acusado de violência doméstica, em março de 2024. Pouco tempo depois, em abril, o líder do time ausentou-se de seus momentos no Vasco para acompanhar sua mãe, pois ela estava passando por sérios problemas de saúde.
Ainda em abril de 2024, o jogador foi acusado de ter agredido um companheiro de equipe no mês de janeiro. Na ocasião, o atacante Cauã Paixão teria entrado no elevador, onde estava o capitão e outros atletas do clube, e não cumprimentou ninguém no ambiente por estar utilizando o seu celular. O gesto foi mal visto pelo chileno que repreendeu o mais novo com uma agressão física em sua nuca. Os dois jogadores então partiram para o uso da violência, algo que foi apaziguado pelos demais.
No fim, Paixão foi emprestado para outra equipe e Medel passou a figurar no banco de reservas durante o começo do Campeonato Brasileiro daquele ano. O zagueiro também teve sua saída especulada no meio de 2024.
Em 11 de junho de 2024, o atleta conseguiu um acordo para deixar a equipe e firmou um acordo verbal com o Boca Juniors na qual deu sua palavra ao presidente Riquelme de que irá para a equipe argentina. Antes de acertar sua saída, o atleta estava cotado para ser titular contra o Palmeiras, no Allianz Parque, válido pelo Campeonato Brasileiro. Um dos motivos pela qual Gary Medel estava desanimado com o clube era o fato de que o chileno vivia clima tenso nos bastidores e não contava com a simpatia do elenco cruz-maltino, devido as polêmicas que ocorreram nas semanas anteriores. No ano anterior, ele foi importante na campanha de recuperação que fez o Vasco permanecer na elite do Campeonato Brasileiro. Ao todo, ele atuou em 32 partidas.

### Retorno ao Boca Juniors
Em 13 de junho de 2024, oficialmente se tornou reforço do Boca Juniors. No mesmo dia, através das redes sociais, logo depois de chegar em território argentino, o zagueiro deu sua primeira declaração no retorno ao clube de La Boca:
"Uma grande saudação aos torcedores do Boca. Muito contente de estar aqui novamente e espero dar meu melhor."
O atleta retorna ao clube após 13 anos.
A passagem de Medel pelo Boca Juniors foi marcada por lesões e uma participação discreta. O jogador atuou em apenas onze partidas, e perdeu a posição com a chegada de Fernando Gago ao comando técnico. Seu ciclo no clube argentino terminou sem gols.

### Retorno ao Universidad Católica
Em 9 de janeiro de 2025, o atleta foi anunciado como novo reforço do Universidad Católica. Após rescindir seu contrato com o Boca Juniors, Medel assinou com o clube chileno por um ano, retornando ao clube após 15 anos.

## Seleção Nacional

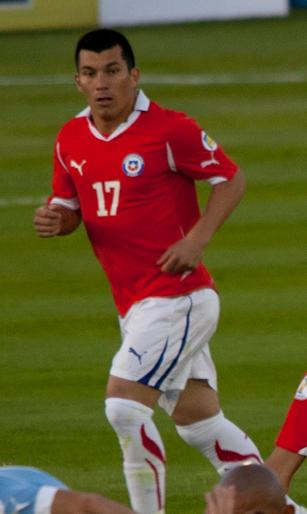
Gary Medel atuando pela Seleção Chilena.

#### Chile Sub-20
Sob os comandos do técnico Jose Sulantay, Medel confirmou o terceiro lugar do Chile na Copa do Mundo Sub-20 de 2007, no Canadá, sendo um dos destaques da competição.

#### Chile sub-23
Também participou da campanha do Chile Sub-23 no Torneio de Toulon, onde a equipe foi derrotada pela Itália por 1 a 0. 

### Seleção Chilena
Após o torneio de Toulon, o técnico da seleção Marcelo Bielsa começou a convocá-lo para a Seleção Chilena principal. Estreou em 2007, num jogo contra a Bolívia válido pelas Eliminatórias da Copa do Mundo de 2010. Na ocasião, marcou os dois gols da vitória por 2 a 0 em La Paz.
Na seleção, Medel fez parte da histórica seleção que conquistou a Copa América de 2015 e de 2016.

## Estilo de jogo
Medel é um jogador conhecido pela garra e determinação em campo, já tendo sido comparado com o italiano Gennaro Gattuso. Pode atuar como zagueiro ou volante.

## Títulos
Seleção Chilena
- Copa América: 2015, 2016[42]
- China Cup: 2017
- Copa del Pacífico: 2012
- Copa Cidade de La Serena: 2011
- Copa 250 Anos de Talcahuano: 2014

Seleção Chilena Sub-20
- Suwon Cup (Coreia do Sul): 2007

Universidad Católica
- Copa Santa Marta: 2008
- Taça Cidade de Osorno: 2008

Sevilla
- Troféu Costa Brava: 2012
- Troféu Antonio Puerta: 2012

Vasco da Gama
- Troféu Serie Río de La Plata: 2024 (Pablo Guiñazú / Juan Ahuntchain)[43][44]

### Prêmios individuais
- Futebolista Chileno do Ano: 2008[45]
- Jogador do Ano do Universidad Católica: 2008
- Seleção da Copa Libertadores: 2008
- Seleção da América do Sul: 2008
- Seleção da Copa América: 2015,[46] 2016[47]